# 苏黎世圣母大教堂

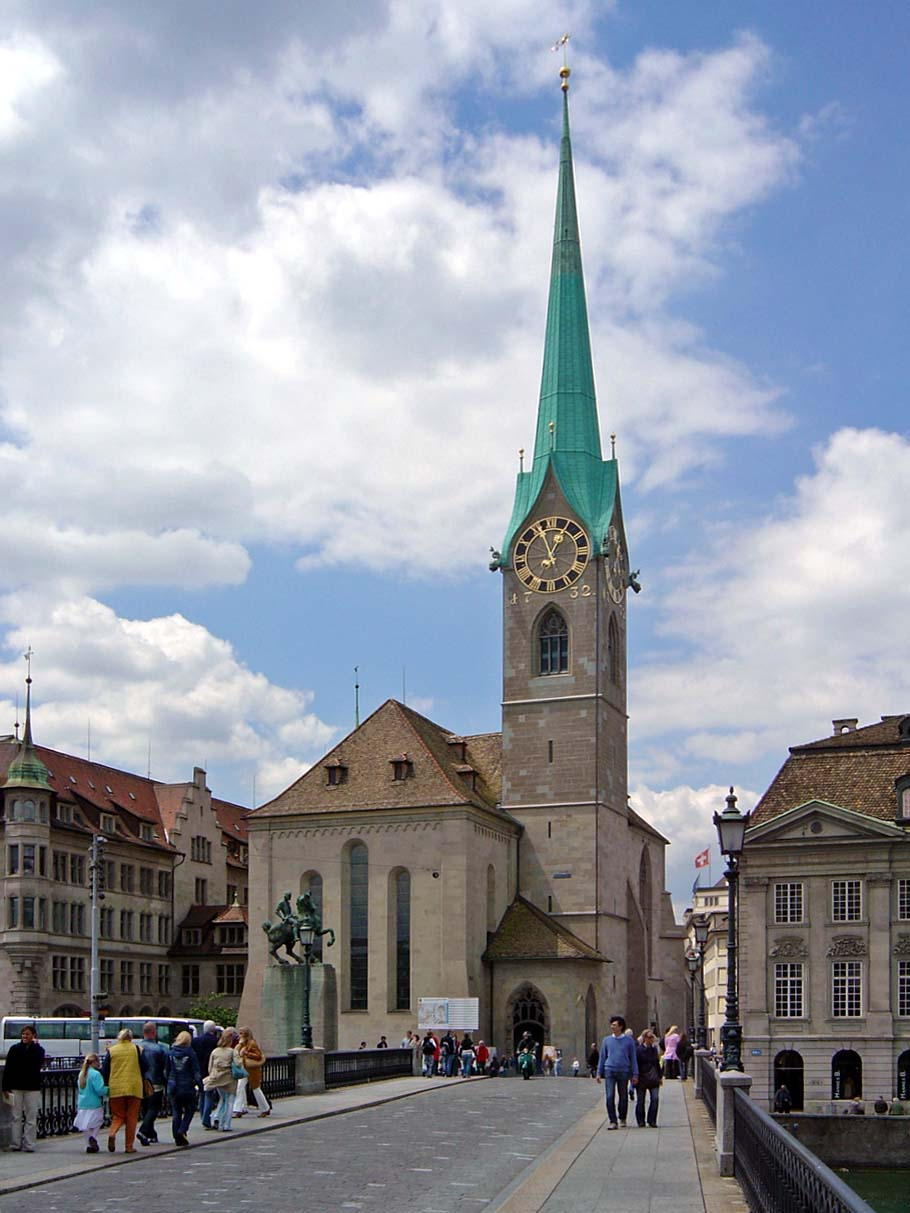
苏黎世圣母大教堂

苏黎世圣母大教堂（Fraumünster）是苏黎世的一座归正会教堂，创立于853年，国王捐建了这座本笃会修女院，其土地免除赋税，并直接受其管理。1045年，国王亨利三世授权修女院开设市集，征收通行费，并铸造货币，使得修女院院长事实上成立城市的管理者，由修女院院长任命市长。然而，修女院的权力在14世纪逐渐变小，开始出现不受修女院支配的独立的市长。
1524年11月30日，修道院在慈运理宗教改革过程中解散，1898年修道院建筑被拆除，为建造Stadthaus让出地方。今天这座教堂是瑞士归正会在苏黎世的34个本堂区之一。
堂内五扇花窗玻璃是马克·夏卡尔1970年的作品，分别描绘先知（以利亚升天）、雅各（与神摔跤、梦见天梯）、基督（生平）、锡安（世界末日天使吹号）和律法（摩西）。